# Polaroid

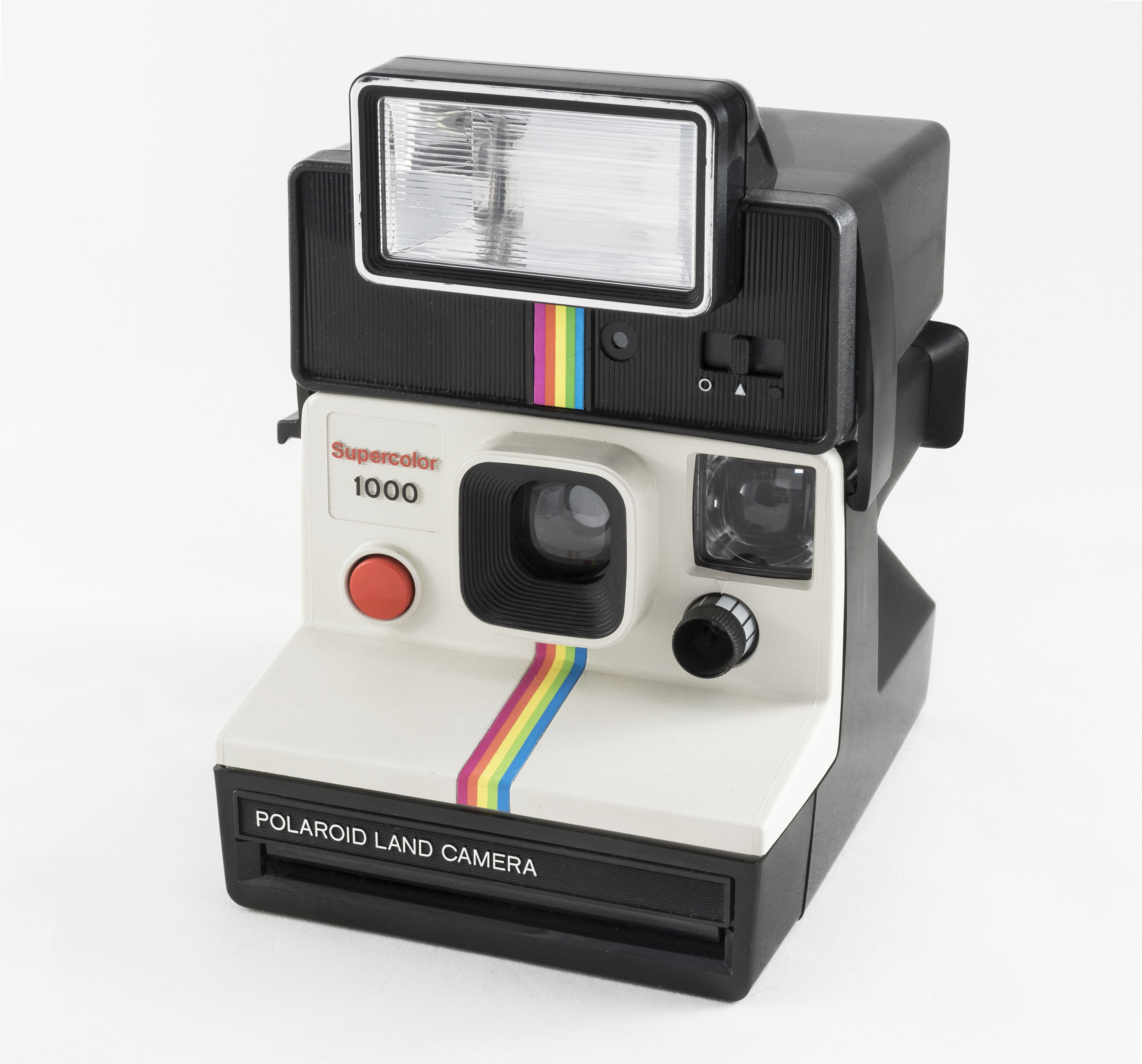
Polaroid Supercolor 1000

Polaroid – rodzaj aparatu fotograficznego umożliwiającego niemal natychmiastowe wywołanie zdjęcia. Nazwa Polaroid jest znakiem towarowym przedsiębiorstwa Polaroid Corporation.
Pomimo jednak szeregu zastosowań, popularność Polaroida jako medium, począwszy od lat 90. XX wieku, malała – w ogromnej części z powodu ekspansji aparatów cyfrowych – co w lutym 2008 roku doprowadziło przedsiębiorstwo do decyzji o wstrzymaniu produkcji filmu i aparatów wykorzystujących tę technologię oraz wyprzedaniu zapasów produktów do końca 2009 roku. Jednak w październiku tego samego roku ogłoszono plan wznowienia produkcji filmu do tego typu aparatów. Jednym z najnowszych aparatów Polaroida jest cyfrowy Polaroid Z340.
Znak towarowy Polaroid jest także stosowany do wielu produktów wytwarzanych przez Polaroid Corporation; m.in. znakiem tym są opatrywane okulary przeciwsłoneczne i produkty do fotografii błyskawicznej.
Właścicielem Polaroida i znaku są obecnie Polacy – kupił go Wiaczesław Smołokowski, a przedsiębiorstwa ma poprowadzić jego syn – Oskar. Filmy do klasycznych Polaroidów są nadal produkowane, przez przedsiębiorstwo W. Smołokowskiego, które w 2008 roku zakupiło ostatnią czynną fabrykę Polaroida.

## Galeria

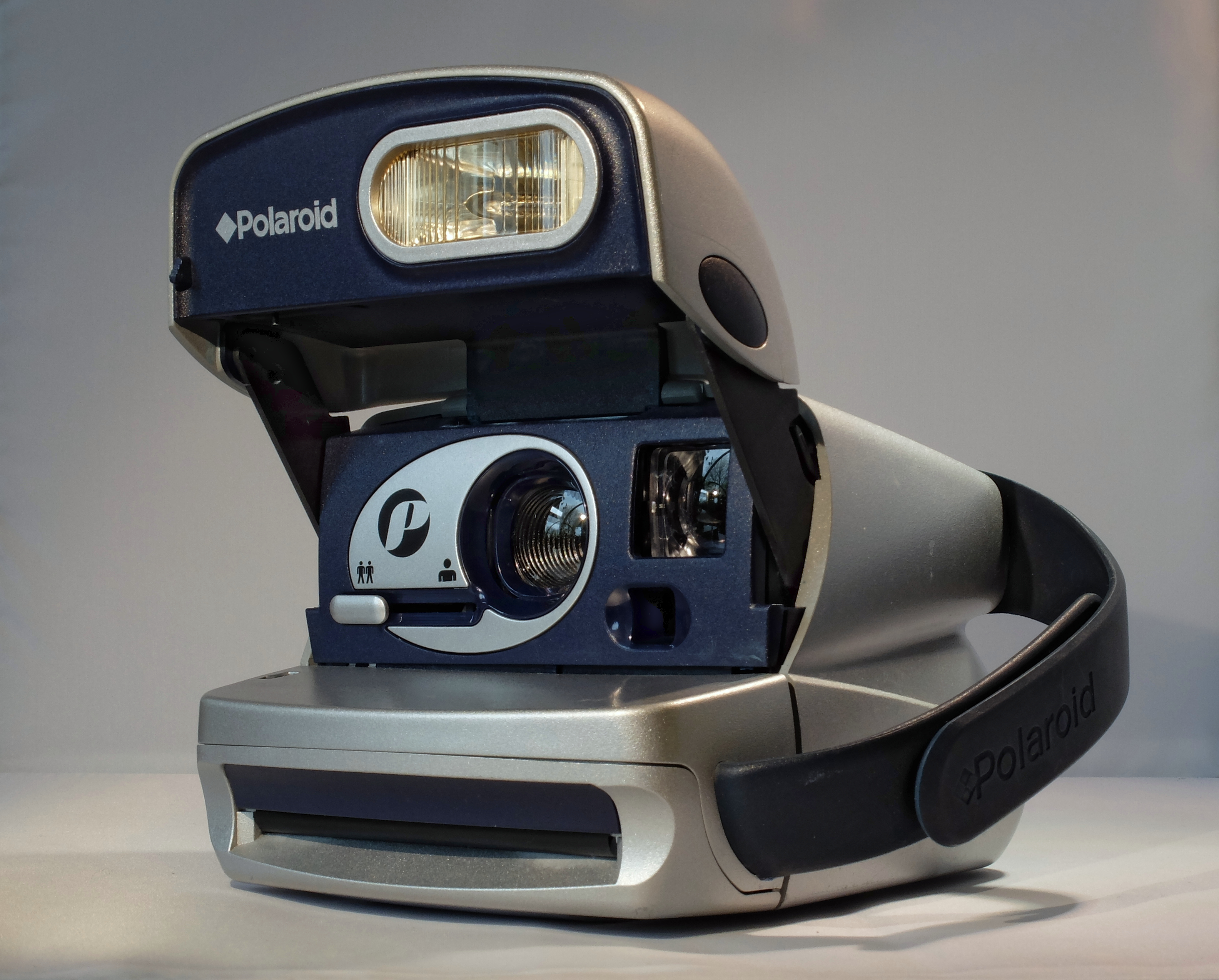
Polaroid P typ 600
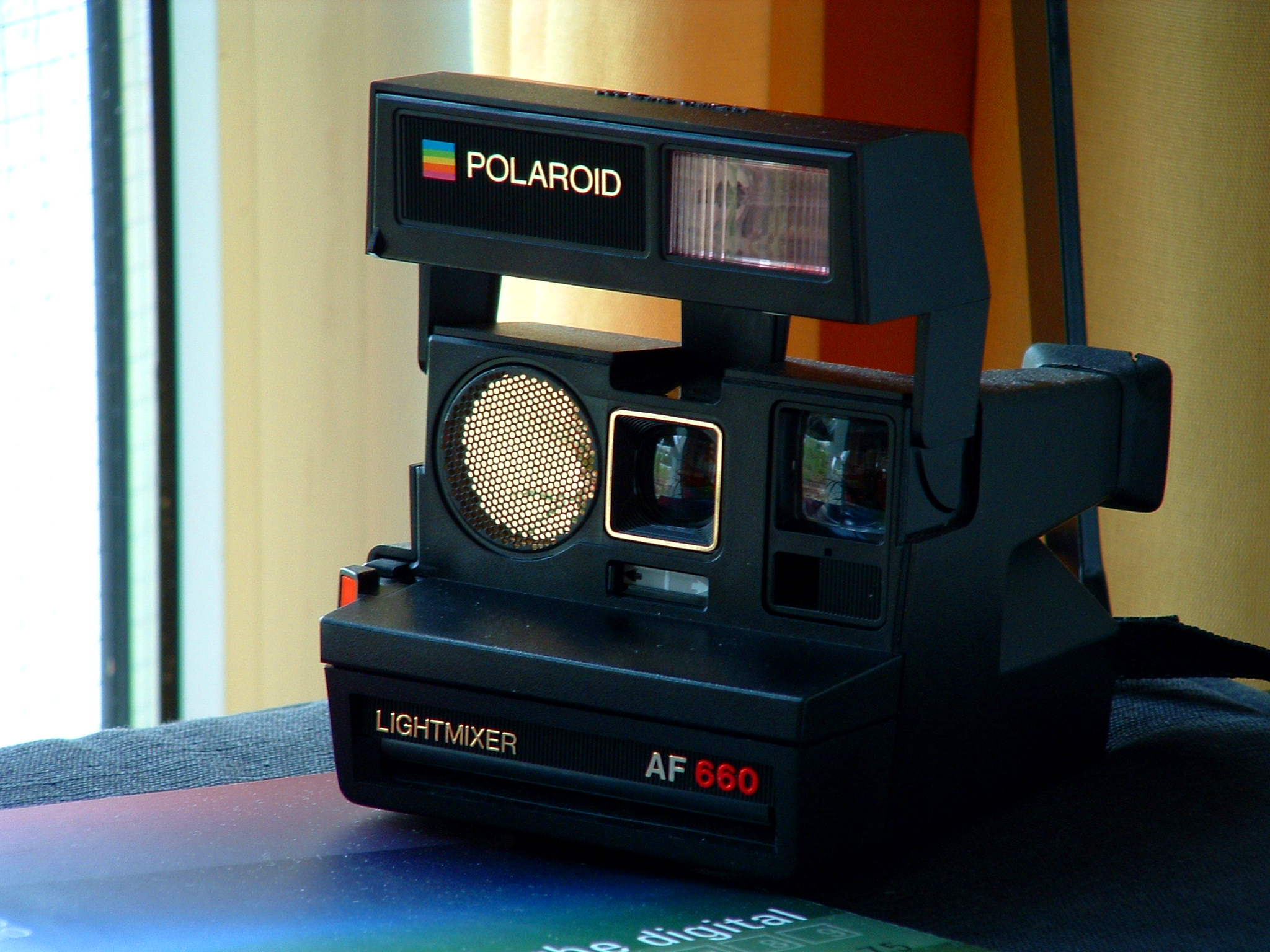
Polaroid Lightmixer AF 660
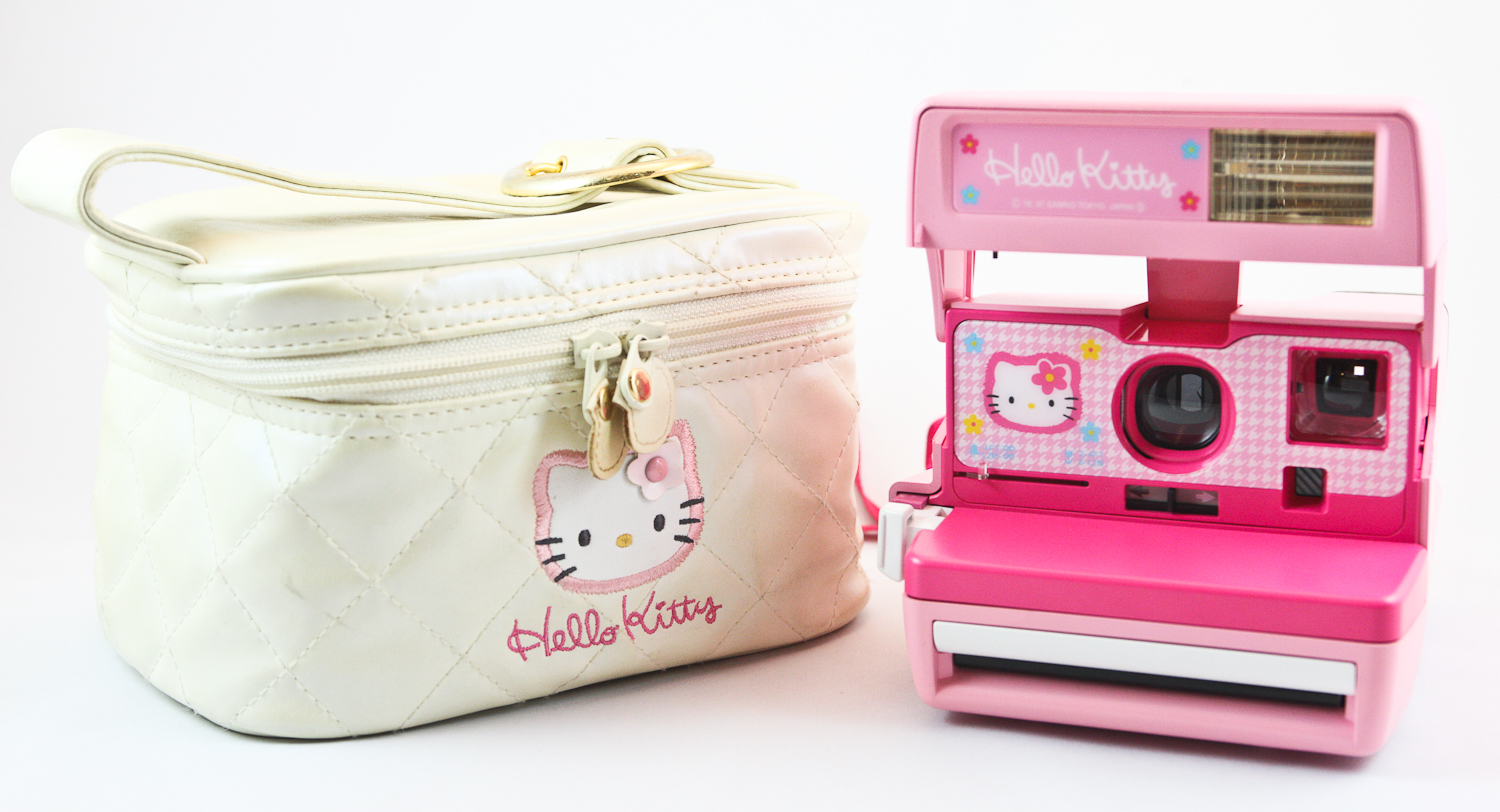
Polaroid 600 Hello Kitty z etui
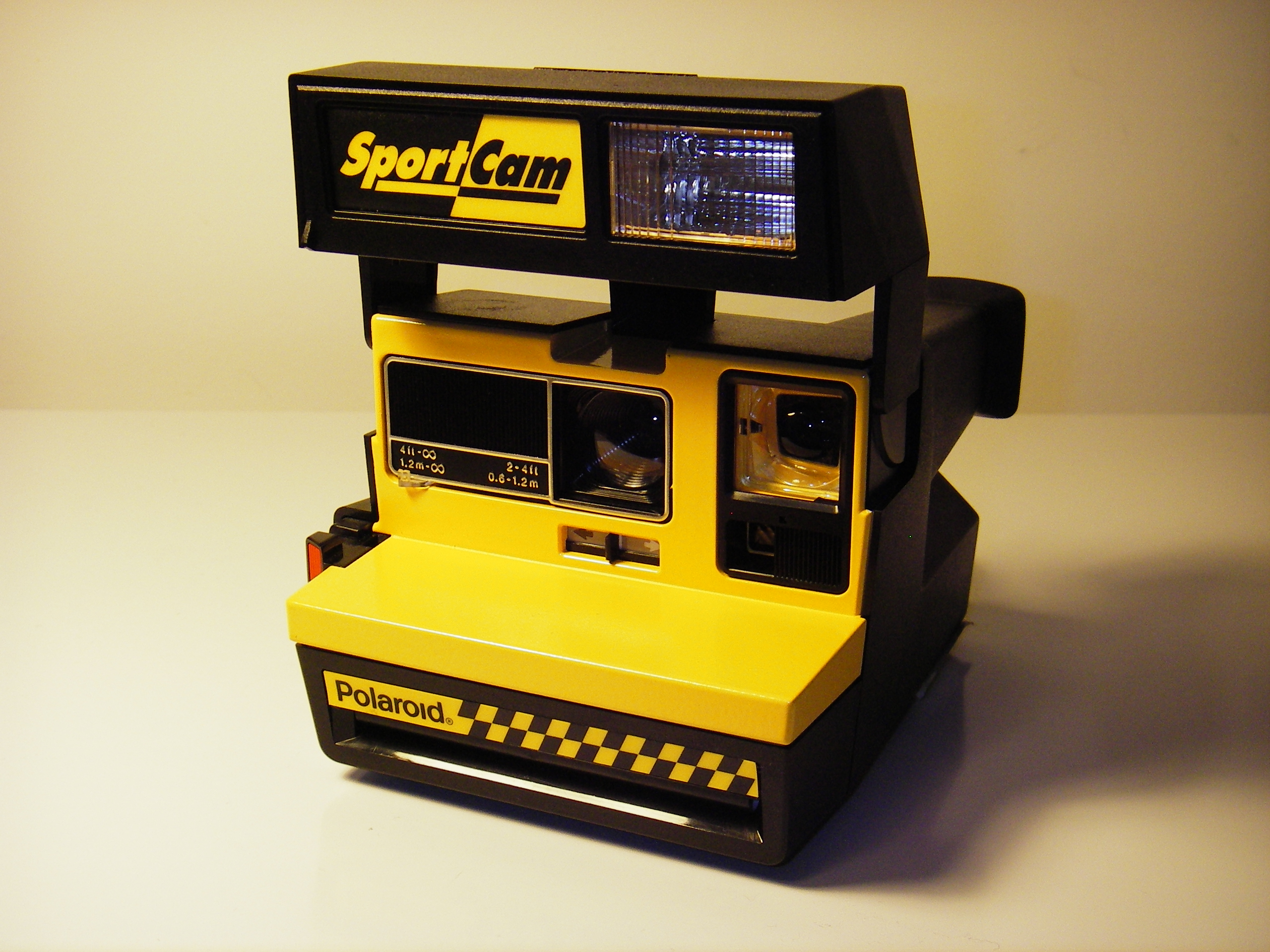
Polaroid 600 SportCam
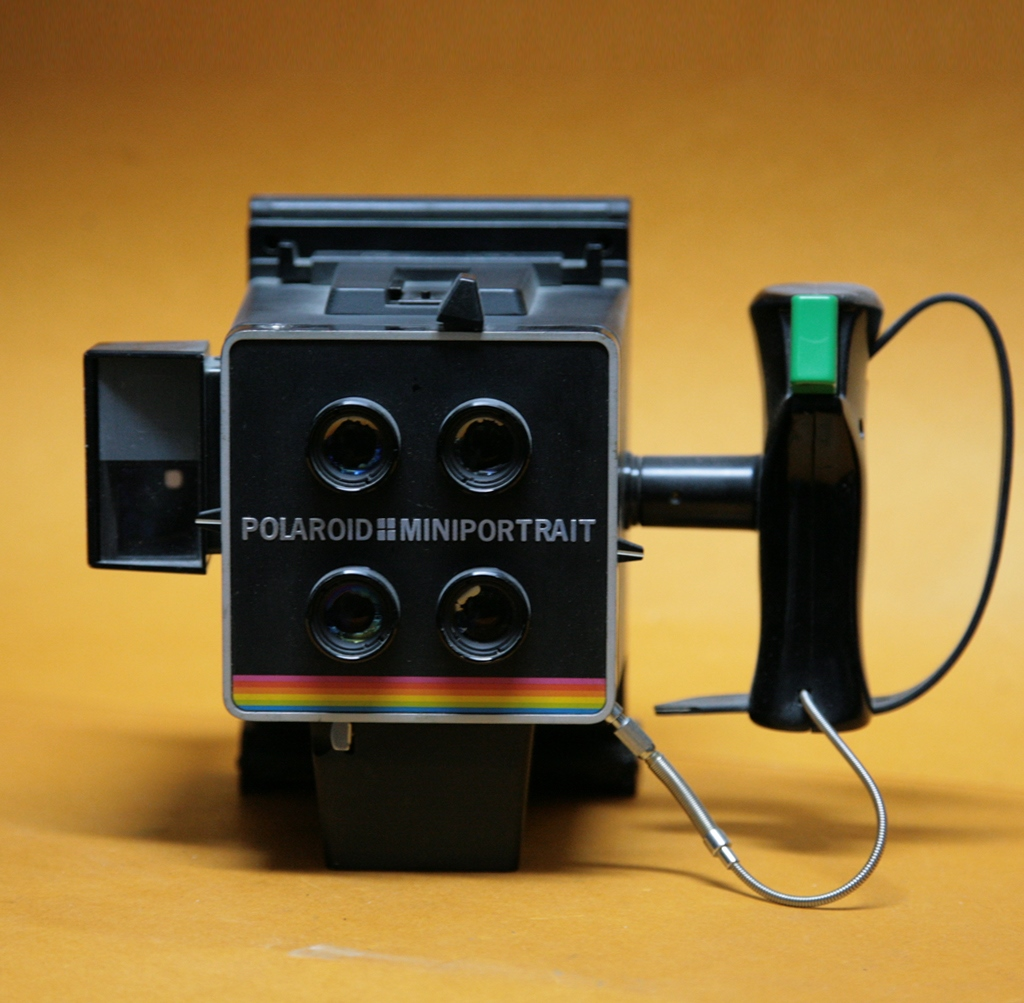
Aparat do zdjęć paszportowych
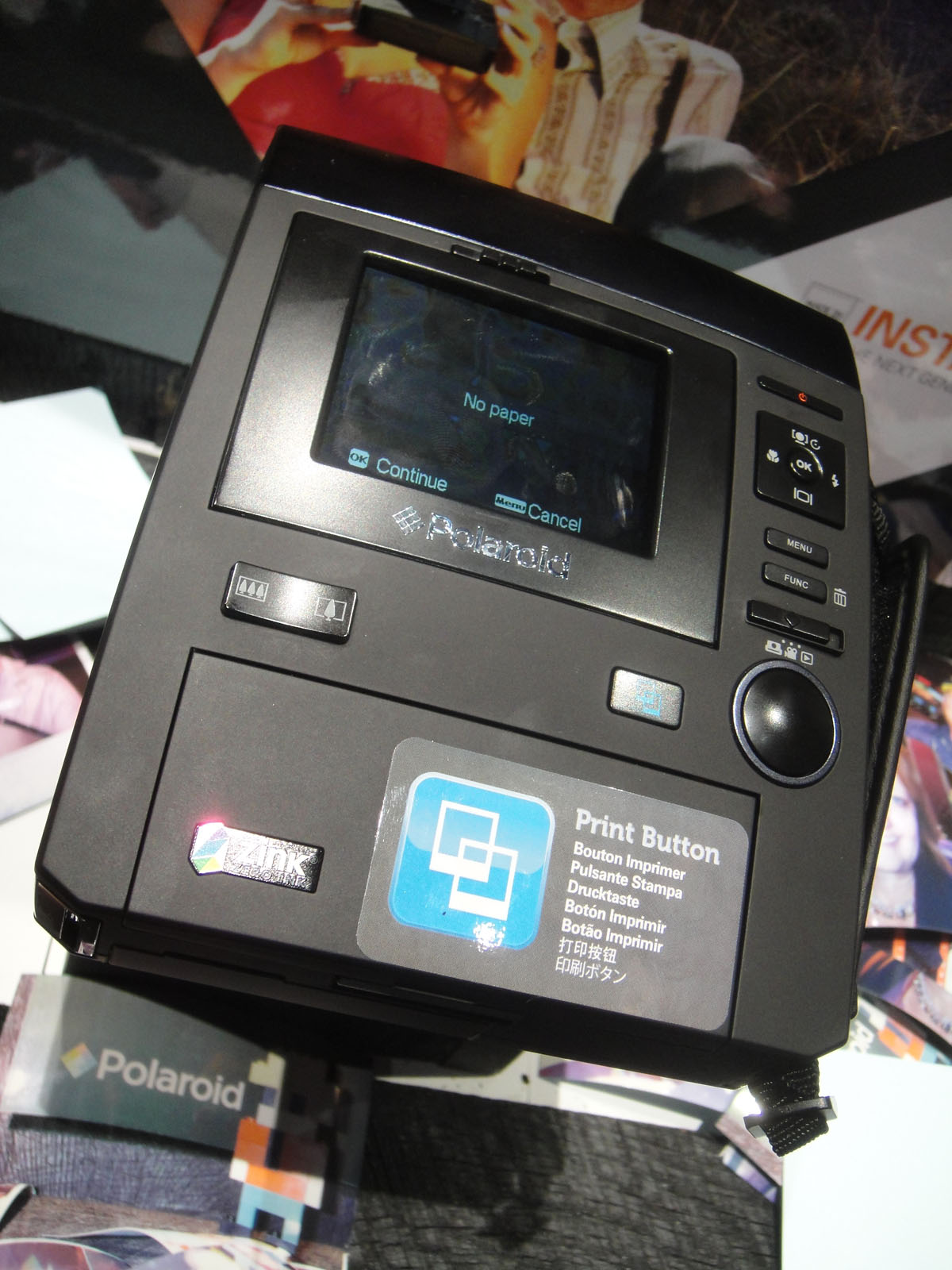
Polaroid Z340 na targach CES 2012